# Береговая сигнальная мачта

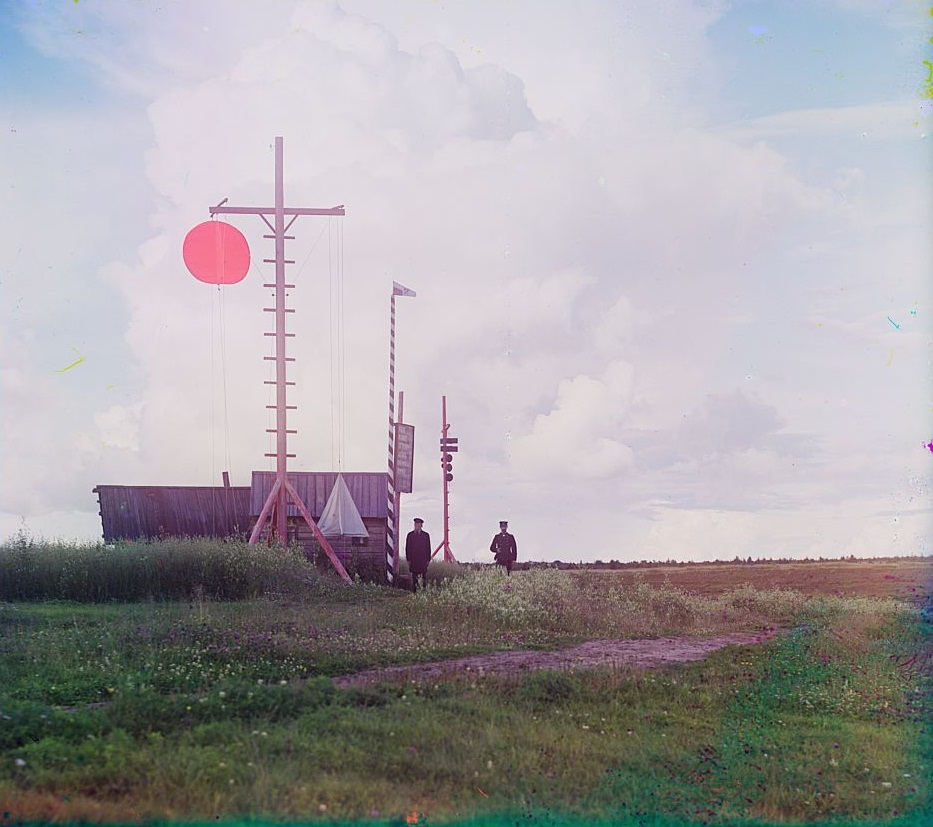
Сигнальная (семафорная) мачта на берегу Шексны в деревне Бурково Череповецкого уезда. Между сотрудниками сигнальной станции видна меньшая мачта с указанием глубины. Фотография 1909 года Прокудина-Горского

Береговая сигнальная мачта — навигационный элемент на водном транспорте, указывающий глубину и ширину судового хода. Нередко под сигнальной мачтой понимается семафорная мачта, показывающая режим прохода. Мачты устанавливают как на реках, так и в морских портах.
Сигнальные мачты чаще устанавливают на перекатах, реже у плёсов. Мачта представляет собой столб с реем на вершине, установленном параллельно реке (направлению движения судов). Над реем устанавливается щит с указанием количества километров до устья реки. К рею с обеих сторон (ноков) подвешиваются сигнальные знаки, сумма значений которых указывает глубину и ширину фарватера. Знаки вверх по течению показывают глубину: прямоугольник — 1 метр, большой круг — 20 см, малый круг — 5 см, крест — глубина превышает максимальную осадку судов. Знаки вниз по течению показывают ширину: ромб — 50 м, большой круг — 20 м, малый круг — 5 м. В зависимости от фона ряд знаков сигнальных и семафорных мачт имеют две цветовых раскраски. Ночью знаки должны заменяться проблесками огней разного цвета. Если на участке 2 судовых хода, то устанавливаются 2 мачты в 10 метрах друг от друга: верхняя по течению указывает габариты правого хода, нижняя — левого. Советский ГОСТ о знаках на водном транспорте 1985 года уточнял, что сигнальные мачты необходимо использовать исключительно при отсутствии других источников информации. Заменивший его ГОСТ 2000 года вообще не содержит информации о сигнальных мачтах.
Семафорная мачта разрешает и запрещает движение судов. На её рей один над другим подвешиваются 2 знака — цилиндр и треугольник. Верхний знак предназначен для судов, идущих сверху по течению, нижний — идущих снизу. Цилиндр разрешает проход, треугольник — запрещает. Ночью знаки также должны заменяться проблесками огней: разрешающим зелёным и запрещающим красным.

## Галерея

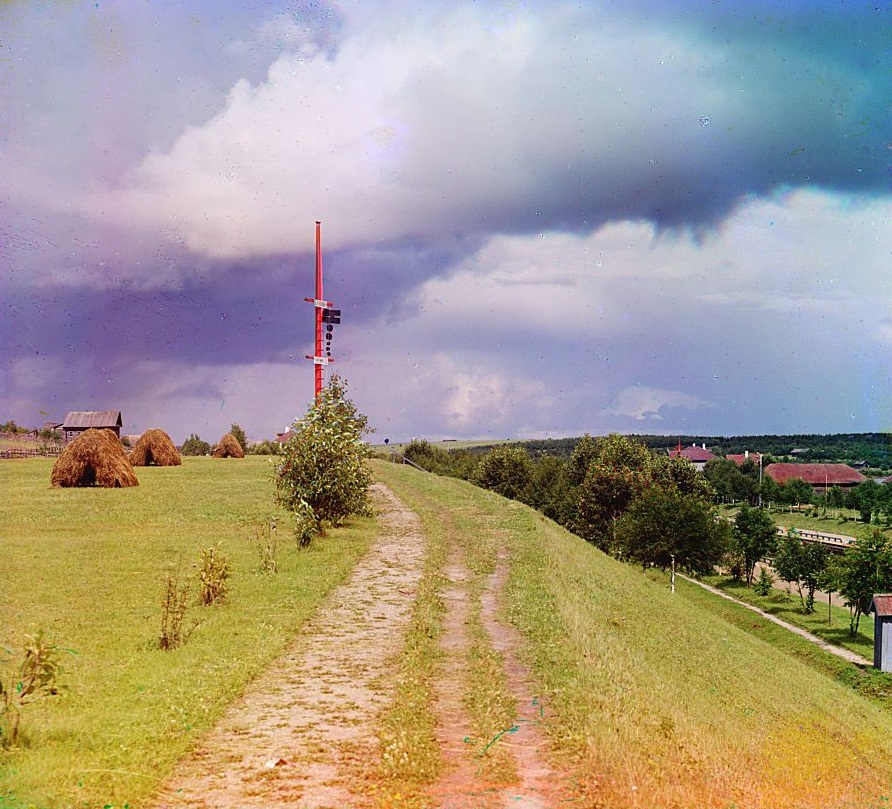
Сигнальная мачта на реке Славянка в Череповецком уезде
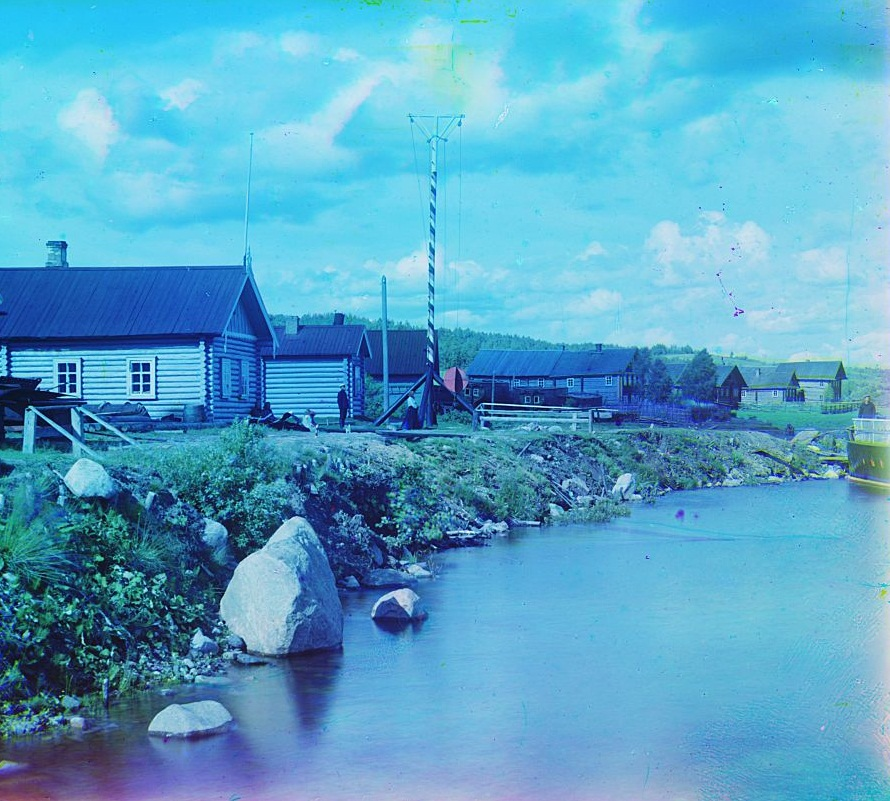
Мачта на реке Свирь в Лодейнопольском уезде
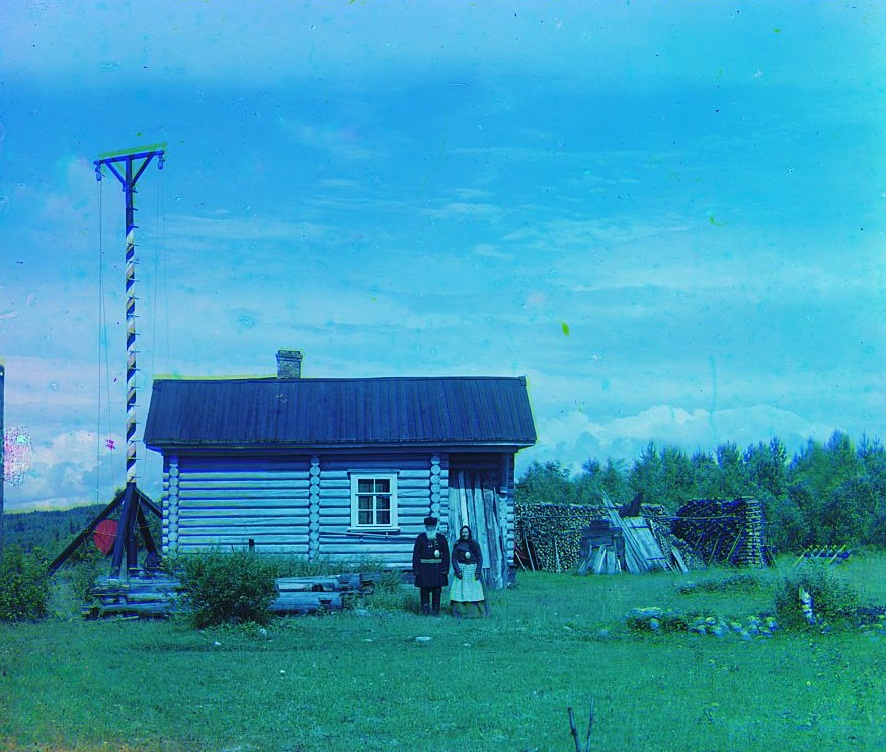
Мачта на реке Свирь в Олонецком уезде